# Vicente de Paulo Penido
Vicente de Paulo Penido (Resende Costa, 10 de setembro de 1930 - São Paulo, 29 de maio de 1984) foi um político e empresário brasileiro.
Filho de Alfredo Inácio Nogueira Penido e Rosa Soares Penido, Vicente foi eleito vereador em Aparecida/SP no ano de 1966, pela ARENA, sendo eleito presidente da Câmara em 1969. Em 1972 foi eleito prefeito daquela cidade e em 1978, nas eleições para a Assembleia Legislativa do estado de São Paulo foi eleito suplente, vindo a assumir o cargo em 1980, já pelo PDS. Nas eleições de 1982 foi novamente feito suplente, assumindo o cargo de 1983 a 1984.
No dia 29 de maio de 1984 faleceu em São Paulo/SP.